# Schloss Mureck
Schloss Mureck (slowenisch Grad Cmurek, deutsch auch: Schloss Obermureck) steht auf einer Steilklippe über der Mur im slowenischen Ort Trate (deutsch: Wiesenbach), einem Ortsteil von Šentilj (Sankt Egidi), gegenüber dem Ort Mureck in der früheren Untersteiermark.

## Geschichte

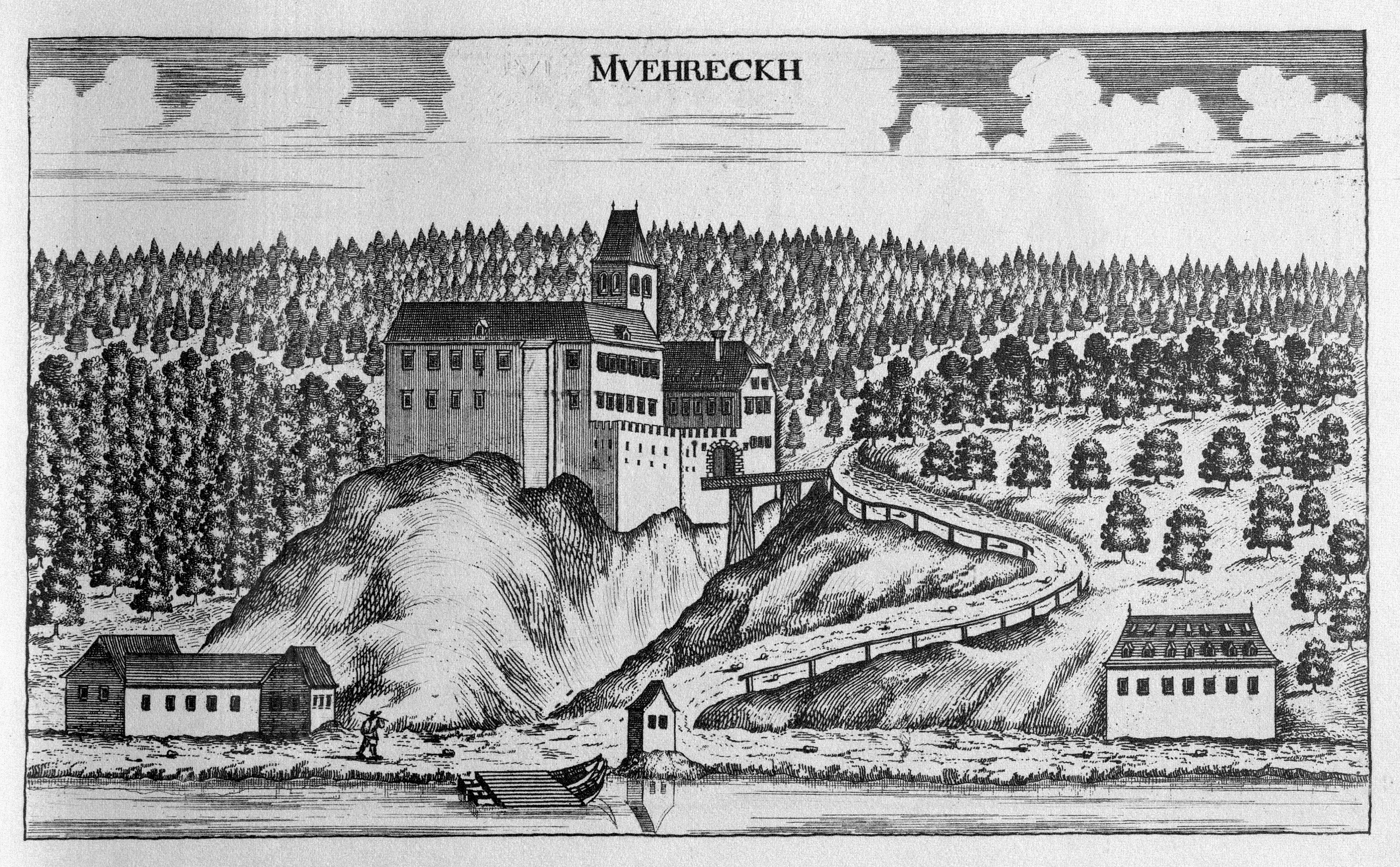
Schloss Mureck nach Georg Matthäus Vischer, Topographia Ducatus Stiriae

Die ursprüngliche Burg wurde bereits 1148 urkundlich erwähnt, als sie sich im Besitz derer von Mureck befand. Später wurde die Burg von den Grafen von Cilli erworben. Im Jahr 1419 wurde Wulfing von Stubenberg durch Erbteilung Eigentümer von Markt und Schloss Mureck. Bis 1848 blieben die Stubenberger Herren von Mureck. Nach 1947 wurde in Schloss Mureck ein Altenheim eingerichtet. Ein Jahrzehnt später wurde im Schloss eine geschlossene psychiatrische Anstalt Hrastovec – Trate untergebracht.
Im Jahr 2013 wurde ein grenzüberschreitendes Projekt zum Erhalt und zur Revitalisierung des Schlosses ins Leben gerufen. Teil des Projekts war die Einrichtung des Museums des Wahnsinns (s. u.).
Von 1998 bis 2015 fand im Schloss auch das „Festival an der Grenze/Festival na meji“ statt, das eine Kooperation des Jugendzentrums JUZ*HOUSE aus Mureck und dem Kulturverein Zid na meji aus Kozjak darstellte.

## Bauwerk
Im zweigeschossigen Gebäude haben sich durch spätere Umbauten nur wenige romanische Elemente erhalten. Die Kapelle wurde 1340 errichtet, weitgehende Renaissance-Umbauten, wie Arkaden im Innenhof, entstanden durch den kaiserlichen Baumeister Andrea Bertoletti um 1590, bis in das 17. Jahrhundert, schließlich wurde im späten 18. Jahrhundert der mittelalterliche Turm abgerissen und einige Gebäudeerweiterungen vorgenommen.

## Museum des Wahnsinns
Seit 2014 ist in den Schlossräumen das Museum des Wahnsinns untergebracht, dessen Ziel es ist, die Geschichte des Schlosses und des Instituts für Geistes- und Nervenkranke zu bewahren. Das Museum des Wahnsinns zeigt mehrere Ausstellungen über den Fluss Mur, an dem das Schloss erbaut wurde, über die Geschichte und die bauliche Entwicklung des Schlosses Obermureck sowie über die Geschichte des Lebens und der Arbeit in der gesamten Anstalt.
Die Burg ist Schauplatz zahlreicher Veranstaltungen, darunter in der Vergangenheit das Festival für Alte Musik Seviqc. Der Radweg Amazonas von Europa führt an der Burg vorbei.